# Fitzgeraldia dhofarica
Fitzgeraldia dhofarica är en insektsart som beskrevs av Boris Petrovich Uvarov 1952. Fitzgeraldia dhofarica ingår i släktet Fitzgeraldia och familjen gräshoppor. Inga underarter finns listade i Catalogue of Life.